# 栋兹纳克
栋兹纳克（法語：Donzenac，法語發音：[dɔ̃znak]）是法国科雷兹省的一个市镇，位于该省西部偏南，属于布里夫拉盖亚尔德区。

## 地理
栋兹纳克（45°13'38"N, 1°31'26"E）面积24.24 平方千米，位于法国新阿基坦大区科雷兹省，该省份为法国中南部省份，北起上维埃纳省和克勒兹省，西接多爾多涅省，南至洛特省，东临多姆山省和康塔爾省。
与栋兹纳克接壤的市镇（或旧市镇、城区）包括：阿拉萨克、萨德罗克、圣费雷奥勒、圣维扬斯、于萨克。

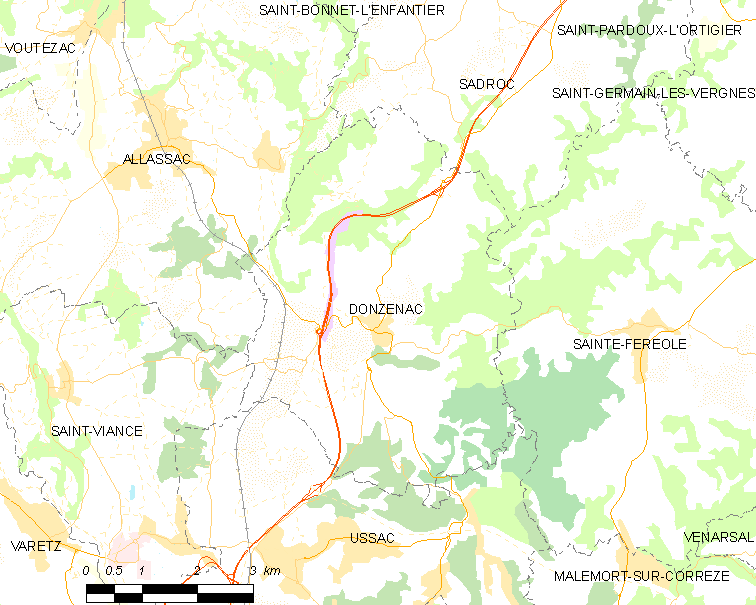
栋兹纳克的OSM定位图

栋兹纳克的时区为UTC+01:00、UTC+02:00（夏令时）。

## 行政
栋兹纳克的邮政编码为19270，INSEE市镇编码为19072。

## 政治
栋兹纳克所属的省级选区为阿拉萨克县。

## 人口

1962-2008年间栋兹纳克人口变化图示

栋兹纳克于2022年1月1日时的人口数量为2714人。